# Pissed Jeans
Pissed Jeans est un groupe de noise rock et punk hardcore américain, originaire d'Allentown, en Pennsylvanie. Il est formé en 2003 sous le nom d'Unrequited Hard-On.

## Biographie

### Formation et débuts discographiques
Le groupe est initialement formé en 2003 sous le nom d'Unrequited Hard-On. Après une démo enregistrée la même année, le quatuor se rebaptise Pissed Jeans, et publie le single Throbbing Organ en 2004,. Shallow, leur premier album, suit en 2005, sur le label Parts Unknown Records.
Après un changement de batteur, le groupe signe un contrat avec le label Sub Pop et publie en 2007 un deuxième album intitulé Hope for Men,. Le 18 août 2009, Pissed Jeans publie son troisième album baptisé King of Jeans, avec le nouveau bassiste Randy Huth,,. L'album est produit par le britannique Alex Newport (At the Drive-In, The Locust, Sepultura).

### Années 2010
Un nouvel album, Honeys, est publié le 12 février 2013, lui aussi produit par Alex Newport,. En 2014, le groupe effectue une tournée britannique et nord-américaine pour accompagner la sortie d'une réédition de son premier album chez Sub Pop. La même année, le batteur Sean McGuiness s'associe avec Randy Randall, guitariste de No Age, pour former le groupe Rat Fist.
Les membres de Pissed Jeans conservent leur emploi, ce qui explique le peu de concerts du groupe : entre 15 et 20 par an. Le chanteur Matt Korvette, de son vrai nom Matthew Kosloff, est enquêteur d'assurances à Philadelphie. Il dirige également le label White Denim depuis 2001, et le site de critique musicale Yellow Green Red.
En novembre 2016, le groupe publie le titre The Bar is Low et annonce la parution d'un cinquième album pour le 24 février 2017. Coproduit par Lydia Lunch et Arthur Rizk, l'album est baptisé Why Love Now.

### Années 2020
En avril 2023, ils publient un morceau intitulé No Convenient Apocalypse, écrit pour le jeu vidéo Cyberpunk 2077. Le titre est publié au format 45 tours chez Sub Pop, accompagné d'un enregistrement en public de leur chanson Bathroom Laughter.
Le 8 janvier 2024, ils publient le morceau Moving On, annonciateur d'un sixième album, nommé Half Divorced, pour le 1er mars.

## Membres

### Membres actuels
- Matt Korvette – chant
- Bradley Fry – guitare
- Randy Huth – basse (depuis 2007)
- Sean McGuiness – batterie (depuis 2006)

### Anciens membres
- Tim Wynarczuk - batterie
- Dave Rosenstraus - basse